# Diary of a Madman
A Diary of a Madman Ozzy Osbourne második stúdióalbuma.
Az album kiadása után Daisly és Kerslake, a két ex-Uriah Heep-tag kilépett, helyüket Tommy Aldridge és Rudy Sarzo vette át. A csapat koncertjeinek köszönhetően Ozzy hamar botrányhőssé vált. Néhány koncert végén darált húst dobált a közönségre, bár ezt a közönség hamar megunta és visszadobálták a színpadra. Az albumot 2002-ben újra kiadták, Robert Trujillo és Mike Bordin újra feljátszották a basszus és dob sávokat.
2010-ben kiadták a 30 éves jubileumi kiadást, mely már ismét az eredeti basszus és dobsávokat tartalmazta, továbbá addig kiadatlan demókat, élő felvételeket, ritkaságokat, interjúkat stb.
Érdekesség, hogy a címadó dalt élőben csak négyszer játszották.
A lemezt 2017-ben a Rolling Stone magazin Minden idők 100 legjobb metalalbuma listáján a 15. helyre rangsorolta.

## Az album dalai
1. Over the Mountain – 4:31
2. Flying High Again – 4:44
3. You Can't Kill Rock and Roll (Osbourne, Rhoads, Daisley) – 6:59
4. Believer (Osbourne, Rhoads, Daisley) – 5:17
5. Little Dolls – 5:38
6. Tonight – 5:50
7. S.A.T.O. – 4:07
8. Diary of a Madman – 6:14

A 2002-es kiadás bónuszfelvétele
1. I Don't Know (Live) (Osbourne, Rhoads, Daisley) – 4:56

## Közreműködők
- Ozzy Osbourne – ének, vokál
- Randy Rhoads – gitár
- Bob Daisley – basszusgitár, gong, háttérvokál
- Lee Kerslake – dob, ütős hangszerek
- Johnny Cook – billentyűs hangszerek